# Stefano Vella
Stefano Vella (Roma, 12 de junho de 1952) é um médico italiano especializado em infectología, líder da luta contra o HIV em Itália. Foi presidente da Sociedade Internacional de AIDS de 2000 a 2002.

## Biografia
Recebeu-se de médico na Universidade de Roma A Sapienza em 1977 e obteve sua especialização em infectología em 1982. Se doctoró na Universidade de Pensilvania em 1988.
Em 1999 foi nomeado Caballero da República Italiana e em 2008 foi seleccionado pela revista Science como o terceiro referente mundial na luta contra o HIV, sendo o único italiano.

## Carreira
Em 1992 foi nomeado director do Departamento de Medicina do Istituto Superiore dei Sanità, cargo que mantém até a actualidade. É editor oficial da edição italiana do New England Journal of Medicine.
De 1999 a 2002 fez parte da Comissão Internacional de ONUSIDA sobre terapia antirretroviral. Ademais é coordenador do Projecto Europeu para a investigação das terapias contra o AIDS e membro do Fundo Global de Luta contra o AIDS, a Tuberculose e a Malaria.